# Lou Chabelard
Lou Chabelard (ur. 28 kwietnia 1994 w Saint-André-d’Embrun) – francuska snowboardzistka, specjalizująca się w slopestyle’u i half-pipe’ie. Jak dotąd nie startowała w igrzyskach olimpijskich. Jej najlepszym wynikiem na mistrzostwach świata jest 18. miejsce w slopestyle’u wywalczone na mistrzostwach w La Molina.

## Sukcesy

### Mistrzostwa Świata
| Miejsce | Dzień       | Rok  | Miejscowość | Konkurencja | Zwycięzca      |
| ------- | ----------- | ---- | ----------- | ----------- | -------------- |
| 18.     | 22 stycznia | 2011 | La Molina   | Slopestyle  | Enni Rukajärvi |

### Puchar Świata

#### Miejsca w klasyfikacji generalnej
- 2010/2011 –

#### Miejsca na podium
1. Bardonecchia – 12 marca 2011 (Slopestyle) – 3. miejsce